# Carl Taube (militär)
Carl Gunnar Taube af Odenkat, född 23 juni 1885 på Lidhem i Väckelsångs socken, död 14 november 1952 i Stockholm, var en svensk friherre, militär och författare. Taube var son till godsägaren Rikard Fredrik Gottfrid Taube och Signe Margareta Wennerberg. Han var bror till Nils Taube. Modern var dotter till Gunnar Wennerberg.
Taube avlade mogenhetsexamen i Stockholm 1903 samt blev 1905 underlöjtnant och 1909 löjtnant vid Upplands artilleriregemente. Han genomgick allmänna och högre kurserna vid Artilleri- och ingenjörhögskolan 1907–1910 och var repetitör där 1912–1913. År 1914 tog han avsked och reste till Kina, där han vistades 1914–1946 som militär expert åt olika makthavare. De första åren där var han militär instruktör med majors rang för ett i Peking organiserat gendarmeri. 1922–1923 var han inspektör för det kinesiska gendarmeri, som efter första världskriget övertog kontrollen över staden Qingdao och dess järnvägsförbindelse i Shandong. Samtidigt var han chefsinstruktör för rekrytutbildningen vid den nyupprättade kinesiska garnisonen där. Därefter blev Taube hos den kinesiske generalen Zhang Zuolin i Mukden, Manchuriets härskare, lärare för de officerare, som skulle utbildas i användningen i granatkastare, vilka samtidigt infördes i generalens armé. Snart blev Taube överste och chef för den skjutskola, dit utbildningen var förlagd, och skötte dessutom inspektionen av granatkastartjänsten vid truppförbanden. 
I Mukden stannade Taube till 1931, då japanerna ockuperade Manchuriet. Han var därefter en kort tid verksam i Peking och anställdes sedan som rådgivare åt krigsministeriets tygdepartement i Nanking under Chiang Kai-sheks regering. Han anförtroddes småningom ledningen för det av krigsministeriet upprättade artillerivetenskapliga forskningsinstitutet i Nanking, senare under andra världskriget beläget i Hankou och Chongqing. Under sin tid i Mukden och senare var han verksam som utrikeskorrespondent, bland annat åt Reuters. Han bidrog även med artiklar i svensk press, främst i Svenska Dagbladet och Svensk Tidskrift. Taube var en flitig författare som skrev både om kinesisk kultur, politik, historia och samtidsskenden.
År 1946 återvände han till Sverige, från 1947 var han bosatt i Stocksund fram till sin död 1952. 

### Böcker
- Peking och pekingeser, 1917
- Från Liao ho till Gula floden, 1928
- Kriget som inte var något krig, 1932
- Krigstrumma och bambuflöjt, 1952

### Broschyrer
- Kina i världspolitiken,1949
- Den nya regimen i Kina, 1950